# Barremiano
| Sistema/Período | Série/Época | Andar/Estágio  | Idade (Ma)    |
| --- | ----------- | -------------- | ------------- |
| Paleogeno | Paleoceno   | Daniano        | mais recente  |
| Cretáceo | Superior    | Maastrichtiano | 66.0–72.1     |
| Cretáceo | Superior    | Campaniano     | 72.1–83.6     |
| Cretáceo | Superior    | Santoniano     | 83.6–86.3     |
| Cretáceo | Superior    | Coniaciano     | 86.3–89.8     |
| Cretáceo | Superior    | Turoniano      | 89.8–93.9     |
| Cretáceo | Superior    | Cenomaniano    | 93.9–100.5    |
| Cretáceo | Inferior    | Albiano        | 100.5–~113.0  |
| Cretáceo | Inferior    | Aptiano        | ~113.0–~125.0 |
| Cretáceo | Inferior    | Barremiano     | ~125.0–~129.4 |
| Cretáceo | Inferior    | Hauteriviano   | ~129.4–~132.9 |
| Cretáceo | Inferior    | Valanginiano   | ~132.9–~139.8 |
| Cretáceo | Inferior    | Berriasiano    | ~139.8–~145.0 |
| Jurássico | Superior    | Titoniano      | mais antigo   |
| Subdivisão do Cretáceo de acordo com a Tabela Cronoestratigráfica Internacional versão 2015/1 da Comissão Internacional sobre Estratigrafia. |             |                |               |

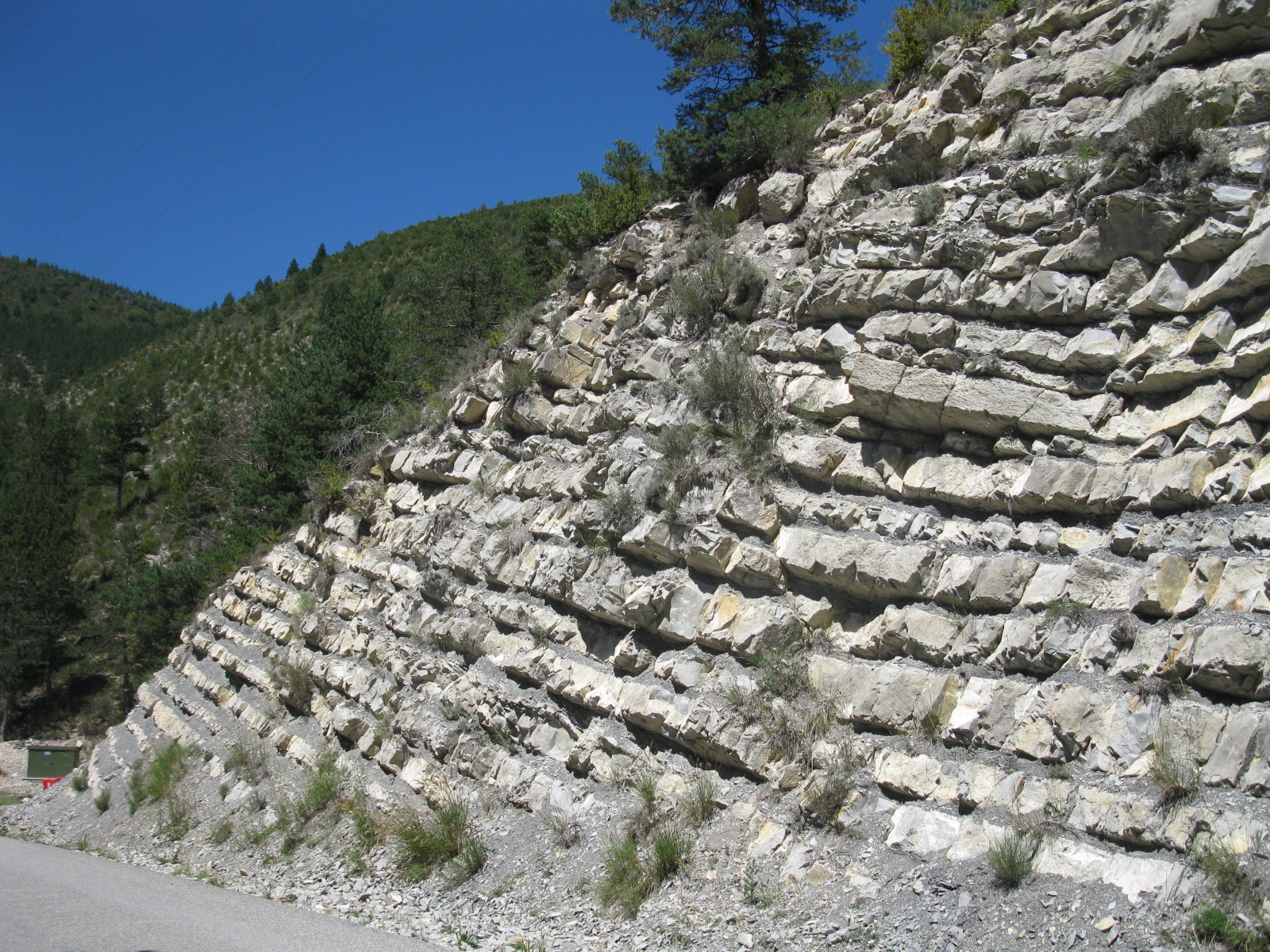
Estratótipo clássico do Barremiano (1963) em Angles (Alpes-de-Haute-Provence). Este não é o GSSP oficial

Na escala de tempo geológico, o Barremiano é a idade da época Cretácea Inferior do período Cretáceo da era Mesozoica do éon Fanerozoico que está compreendida entre há 129,4 milhões e 125 milhões de anos, aproximadamente. A idade Barremiana sucede a idade Hauteriviana e precede a idade Aptiana, ambas de sua época. Os registros mais antigos das angiospermas datam do meio do Barremiano, os registros são microfósseis de pólen.